# Robert Malaval
Pour les articles homonymes, voir Malaval.
Robert Malaval, né le 29 juillet 1937 à Nice (France) et mort le 17 août 1980  à Paris, est un artiste « glam rock » que l'on présente souvent comme le créateur d'une version française du pop art.

## Biographie
À l'âge de 16 ans, Robert Malaval découvre la peinture, notamment celle de Van Gogh et le mouvement surréaliste. Il entame un séjour « initiatique » à Paris en 1956. À son retour, pour des raisons idéologiques (« le retour à la terre »), il s'installe à la campagne avec son épouse, précisément au hameau des Coues près d'Oraison (Alpes-de-Haute-Provence) où il se lie d'amitié avec le peintre Louis Trabuc.
En 1961-1962, les Carnavaliers de Nice l'inspirent. Dans ses œuvres apparaît alors une matière informelle, fabriquée avec des reliefs de papier mâché encollé et peint en blanc à l'huile, « métaphore d'un mal proliférant et inévitable ». Cette technique le conduit à réaliser une série d’œuvres qu’il intitule des « Aliments blancs ». Cette série, qui donne à voir au spectateur une atmosphère calme, annonce les angoisses profondes de l’artiste. Cette œuvre est accompagnée par des sons qu’il réalise lui-même. Toutes ses œuvres sont accompagnées d’une musique rock. Il est l’un des seuls artistes à avoir pris en compte la culture rock dans son travail. En 1965, il entreprend un cycle de sculptures et reliefs comme Rose-Blanc-Mauve. Sa sculpture La Dormeuse, moulage de corps en polyester stratifié, prolonge son travail de mise en volume sur l’« aliment blanc ».
Malaval réalise plusieurs travaux avec des dessins à l’encre, de l’écriture, de la bande dessinée, des graphismes méticuleux, de l’humour, de la poésie, des taches et du collage. À partir de 1969, il abandonne le relief et commence à utiliser de nouvelles techniques. Il fait naître une série d’empreintes réalisées par des pochoirs déterminés par un modèle vivant, à même la toile. L’emploi de pochoirs et du pistolet permet à Robert Malaval d’appliquer l’acrylique sur la toile. 
Il apparaît en 1970 dans Dim Dam Dom, interviewé par Marc Gilbert pour parler de son rêve de créer une faune en plastique. En 1970-1973, il écrit un livre sur les Rolling Stones, avec photographies et traductions des chansons, mais ne trouve pas d’éditeur.
En 1973, l’artiste accueille un nouveau matériau, les paillettes. Il les utilise d’abord comme simple pigment puis comme matière qui devient sujet du tableau. Le fond noir de ses œuvres, qui symbolise son vide intérieur, met en relief le mouvement et l’éclat des paillettes. Sa série « Poussière d’étoiles » devient l’écho de la brièveté de la vie de l’artiste. Il se penche ensuite sur des dessins pointilleux, des objets déformés et des petits tableaux en relief qui laissent apparaître un mal-être, un vide, une impression d’insuffisance dans la vie de l’artiste. Son humeur influe beaucoup sur son travail. Quelque peu ombrageux, il produit des œuvres jugées glauques, des sculptures « agressives ». 
Durant les années 1970, Malaval se dévore lentement. Entre alcool et drogue, il pousse son corps aux extrémités physiques et mentales. À partir de 1977, lui qui s’ennuie de l’habitude et de la répétition décide de s’intéresser à l’inconnu, à la rencontre inattendue. Après quelques expositions dans les musées et les galeries, il s’installe à Carrières-sur-Seine avec des amis musiciens en 1978.
Fasciné par les thèmes de fin du monde, créant dans l'urgence, Malaval peint ses derniers tableaux dont Kamikaze fin du monde (1977-1980). Ceux-ci sont exécutés avec une grande rapidité et constituent, par les paillettes qui se mêlent à la peinture, des sortes de feux d'artifice qui font de l'acte de peindre « une cérémonie festive et tragique à la fois ». À 43 ans, il réalise son dernier travail, Carte postale du fantôme, après une dernière exposition-performance organisée par Alin Avila à la Maison des arts et de la culture de Créteil, « Attention à la peinture - une exposition pirate ».
En 1980, sa personnalité multiple, son désir constant de se surprendre lui-même et de se réinventer, le mènent à se suicider d’une balle dans la bouche dans son atelier parisien, qu’il appelle son « bunker », au 15 rue du Pont-Louis-Philippe. Il laisse derrière lui une prolifération de matière et un foisonnement de couleurs qui plongent le spectateur dans l’univers d’un destin tragique. Ainsi qu'il le disait, il a voulu toute sa vie « échapper à l'ennui de la répétition ».

## Quelques œuvres
- Femme assise, 1966, de la série des Aliments Blancs

Une matière blanche, grumeleuse recouvre une chaise roulante et une femme impotente. Le corps de cette femme est dévoré, détruit par cette matière, cet « aliment blanc ».
- Multicolore, 1972, acrylique sur toile, 97 × 130 cm, musée d'art de Toulon

Des touches bleues, jaunes, roses, vertes, blanches, accumulées comme des carreaux de mosaïque irréguliers, ou comme un foisonnement presque grouillant de petites pilules pharmaceutiques… La juxtaposition crée des lignes chromatiques presque mouvantes.
- Guignol’s band, 1977, de la série Poussières d’étoiles

Les paillettes aspirent la couleur. La couleur devient poussière. La poussière flamboie dans la lumière, qui tourbillonne et vibre dans l’espace. Les bleus du tableau renvoient au ciel, les noirs à l’infini de l’espace.
- Carte postale à un fantôme, 1980

Ce tableau se rattache à un des poèmes écrit par Malaval lui-même. Le poème raconte l’histoire d’un fantôme qui en a marre du monde qui l’entoure. Cette œuvre est la dernière de Robert Malaval.

## Expositions
- 18 mars-18 avril 1967 : « École de Nice », Vence, galerie Alexandre de la Salle
- 1971 : « Transat-Marine-Campagne Rock’n’Roll & 100 demi-heures de dessin quotidien », Centre national d’art contemporain, Paris
- 1972 : « Été pourri peinture fraîche », Galerie Daniel Gervis, Paris
- 1974: Rolling Stones Rock Prints, Galerie Shandar, Paris
- 1974 : « Poussière d’étoiles », galerie Sapone, Nice
- 1979 : "Malaval, Kamikaze Rock", galerie Samy Kinge, Paris
- 1980 : « Attention à la peinture - exposition pirate », Maison de la culture, Créteil
- 1981 : Exposition posthume « Robert Malaval » ARC, musée d’art moderne de la Ville de Paris
- 24 mars-12 juin 1995 : « Robert Malaval », musée d'art moderne et d'art contemporain de Nice
- 29 juin-15 septembre 1996 : « Chimériques polymères, le plastique dans l'art du XXe siècle », musée d'art moderne et d'art contemporain de Nice
- 8 octobre 2005 au 8 janvier 2006 : « Robert Malaval, Kamikaze », Palais de Tokyo, Paris et Biennale d’art contemporain à Lyon
- 13 juin- 23 octobre 2009 : « Robert Malaval, rétrospective », musée des beaux-arts d'Angers
- 2010 : Les Rencontres d'Arles, France